# These Dreams
These Dreams – singiel zespołu Heart wydany w 1986 roku.

## Ogólne informacje
„These Dreams” to trzeci singiel promujący ósmy album studyjny zatytułowany Heart. Piosenka jako pierwsza w karierze zespołu zajęła 1. miejsce na Billboard Hot 100.

## Historia powstania
W 1985 roku Martin Page (który napisał słowa m.in. do utworów „We Built This City” zespołu Starship czy „King of Wishful Thinking” duetu Go) i Bernie Taupin (długoletni współpracownik Eltona Johna) wspólnie stworzyli tekst utworu i muzykę. Początkowo została ona zaprezentowana wokalistce zespołu Fleetwood Mac Stevie Nicks, która jednak nie była zainteresowana jej nagraniem. Ann i Nancy, które miały już nagrany materiał na płytę, były pod wrażeniem utworu i zgodziły się na włączenie piosenki do tracklisty albumu.
„These Dreams” różnił się od wcześniejszych nagrań Heart. Była to mocna rockowa ballada i pierwszy singiel zespołu w którym Nancy Wilson przejęła główny wokal, co dotychczasowo robiła Ann.

## Sukces utworu
"These Dreams" został wydany na trzecim singlu pochodzącym z eponimicznego albumu Heart. Po dwóch przebojowych singlach, piosenka jeszcze bardziej wzmocniła powracającą popularność zespołu. Była ona pierwszym w historii #1 na Billboardzie w Stanach Zjednoczonych. Jest też jedynym singlem który dostał się na szczyt Adult Contemporary w tym kraju. W Wielkiej Brytanii piosenka nie odniosła sukcesu; dotarła jedynie do 62. pozycji jednak dwa lata później singiel wydano ponownie, w głównej mierze dzięki ówczesnemu hitowi Alone. Osiągnął on wtedy najwyższe 8. miejsce.

## Teledysk
Klip wyreżyserował Jeff Stein. Został on nagrany w wersji singlowej. W przeciwieństwie do What About Love i Never niezbyt często był emitowany w stacji MTV. Gitara elektryczna w kształcie małego żagla pokazana w klipie była dziełem lutnika Davida Petschulata z Nashville i została kupiona kilka lat wcześniej. W innych teledyskach Nancy używa gitary Dean.
Piosenka została poświęcona dobrej przyjaciółce Nancy Wilson, Sharon Hess (28 maja 1963 - 16 marca 1985), która zmarła na białaczkę krótko przed wydaniem utworu. Tekst piosenki opisuje świat fantasy, w którym znajduje się człowiek w obliczu trudnej sytuacji życiowej.

## Wersje
Piosenka została zremiksowana i rozszerzona do 5:25. Ta wersja pojawia się tylko na brytyjskim, limitowanym laserowo jednostronnym, 12-calowym singlu, natomiast brytyjski singiel CD zawiera stronę "Heart of Darkness". W Wielkiej Brytanii pojawiła się również w ograniczonym nakładzie wersja 7-calowego singla.
W 1987 roku, po sukcesie „Alone”, „These Dreams” został ponownie wydany jako strona A w Wielkiej Brytanii wraz z przebojem „Never” (na stronie B).

## Listy przebojów
| Notowanie (1986)                  | Pozycja na liście |
| --------------------------------- | ----------------- |
| Australian Singles Chart          | 27                |
| Canadian Adult Contemporary Chart | 1                 |
| Canadian Singles Chart            | 6                 |
| Dutch Singles Chart               | 38                |
| French Singles Chart              | 3                 |
| Irish Singles Chart               | 30                |
| UK Singles Chart                  | 62                |
| US Billboard Hot 100              | 1                 |
| US Billboard Adult Contemporary   | 1                 |
| US Billboard Mainstream Rock      | 2                 |

| Notowanie (1988) | Pozycja na liście |
| ---------------- | ----------------- |
| UK Singles Chart | 8                 |